# George Webb Medley
George Webb Medley (1826 – 1898) byl anglický šachový mistr a funkcionář.

## Život
Medley se narodil v Hackney v Londýně v rodině makléře. V letech 1828 až 1841 žila jeho rodina na Jamajce, odkud pocházela jeho matka. Po návratu do Anglie získal vzdělání v Willesden House Classical School, naučil se se svým bratrem Johnem1 hrát šachy a brzy se oba stali známými šachisty.
Medley byl rovněž významných funkcionářem British Chess Association, která byla založena z iniciativy Howarda Staunotna roku 1857 jako první šachová organizace na světě. Medley byl zvolen jednatelem asociace roku 1862, 1866 a 1868 a jejím viceprezidentem roku 1872.

## Medleyovy šachové výsledky
- prohra v zápase s Danielem Harrwitzem roku 1847 v poměru 7:11 (=0),[2]
- prohra v zápase s Howardem Stauntonem roku 1848 v poměru 1:6 (=3),[2]
- vítězství v zápase s Henrym Edwardem Birdem roku 1849 v poměru 4:2 (=0),
- druhé místo na uzavřeném turnaji dvanácti členů šachového klubu londýnské kavárny Divan roku 1849[3], když v prvním kole porazil Henryho Edwarda Birda 2:1 a v druhém Eduarda Löweho 2:1 (=1) a postoupil do finálové trojčlenné skupiny, kde prohrál s vítězem turnaje Henrym Thomasem Bucklem, ale v play-off o druhé místo porazil svého bratra Johna1 2:0
- vítězství v zápase s Augustem Mongredienem roku 1850 v poměru 3:2 (=0),[2]
- prohra v zápase s Paulem Morphym roku 1858 v poměru 2:3 (=1),[2]
- prohra v zápase s Ignazem Kolischem roku 1860 v poměru 0:2 (=2), dlouhé Kolischovo přemýšlení (na tři tahy spotřeboval dokonce dvě hodiny) posloužilo Medleymu jako podnět pro zavedení časové kontroly v šachu,[2], která byla uplatněna na šachovém turnaji v Londýně roku 1862 (za dvě hodiny muselo být odehráno dvacet čtyři tahů, přičemž čas byl měřen přesýpacími hodinami).